# 特罗伊恩布里岑
特罗伊恩布里岑（德語：Treuenbrietzen，發音：[ˈtʁɔʏənˌbʁiːtsn̩] ⓘ）是德国勃兰登堡州波茨坦-米特尔马克县的城市，面积212.43平方千米，2023年12月31日人口为7,422人。

## 友好城市
截至2021年2月，特罗伊恩布里岑共与两座城市结为友好城市关系：
- 德国 北莱茵-威斯特法伦州 诺德瓦尔德（1990年）
- 義大利 基亚拉瓦莱（2010年）